# William Ellery Sweet

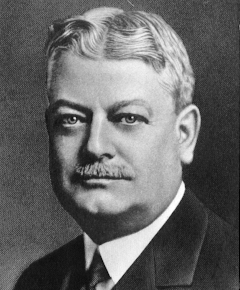
William Ellery Sweet

William Ellery Sweet (* 27. Januar 1869 in Chicago, Illinois; † 9. Mai 1942 in Denver, Colorado) war ein US-amerikanischer Politiker (Demokratische Partei) und von 1923 bis 1925 der 22. Gouverneur des Bundesstaates Colorado.

## Frühe Jahre
Bereits im Jahr 1872 zog William Sweet mit seiner Familie nach Colorado Springs, wo er die öffentlichen Schulen besuchte. Im Jahr 1890 absolvierte er das Swarthmore College. Nach der Schule gründete er in Denver eine Investmentfirma. Durch diese Firma gelangte er und seine Familie sehr schnell zu Reichtum, so dass er sich bereits 1922 aus dem Geschäftsleben zurückziehen konnte. Erst ab dieser Zeit beschäftigte sich Sweet mit der Politik. Als Mitglied der Demokratischen Partei wurde er im Jahr 1922 zum neuen Gouverneur seines Staates gewählt, wobei er sich mit 50:48 Prozent der Stimmen gegen den Republikaner Benjamin Griffith durchsetzte. Dabei hatte er vor allem die Unterstützung der Farmer und Arbeiter.

## Gouverneur von Colorado
Sweet trat sein neues Amt am 9. Januar 1923 an. In seiner zweijährigen Amtszeit gab es, wie in den gesamten Vereinigten Staaten, einen Wirtschaftsaufschwung, der noch bis 1929 anhalten sollte, und von dem auch Colorado profitierte. Gleichzeitig nahm der Einfluss des Ku-Klux-Klan in dieser Zeit auch in Colorado stark zu. Gouverneur Sweet war ein entschiedener Gegner dieser rassistischen Vereinigung. Das hat ihn möglicherweise im Jahr 1924 seine Wiederwahl gekostet.
Auch nach dem Ende seiner Gouverneurszeit blieb Sweet politisch aktiv. In den Jahren 1926 und 1936 bewarb er sich erfolglos um einen Sitz im US-Senat. In den 1930er Jahren war er ein Anhänger von Präsident Franklin D. Roosevelt. Dieser gab ihm eine Stelle bei der National Recovery Administration, in der er für die Öffentlichkeitsarbeit zuständig war. William Sweet hatte stets ein offenes Ohr für soziale Belange. Er hat viel von seinem Vermögen an soziale Einrichtungen gespendet. Er starb im Mai 1942. Mit seiner Frau Joyeuse Fullerton hatte er vier Kinder.